# Eleições autárquicas de 2021 em Faro
As eleições autárquicas de 2021 serviram para eleger os diferentes órgãos do poder local autárquico do concelho de Faro.
A coligação PSD-CDS-PPM-MPT e que foi alargada para integrar a Iniciativa Liberal voltou a vencer as eleições com uma vantagem folgada, algo não muito habitual no concelho. A coligação venceu com 47,8% dos votos e 6 vereadores, algo que permite a Rogério Bacalhau (presidente em funções de 2013) continuar em funções por mais um mandato. 
O Partido Socialista ficou longe de recuperar uma Câmara que perdeu em 2009 ao conseguir pouco mais de 30% dos votos e eleger 3 vereadores, menos um em relação a 2017.
Por fim, a Coligação Democrática Unitária não foi capaz de recuperar o lugar na vereação municipal que perdeu nas eleições anteriores.

## Candidatos
| Lista | Lista                          | Candidato          |
| ----- | ------------------------------ | ------------------ |
|       | PSD-CDS-PPM-MPT-IL             | Rogério Bacalhau   |
|       | Partido Socialista             | João Marques       |
|       | Coligação Democrática Unitária | Catarina Marques   |
|       | Bloco de Esquerda              | Aníbal Coutinho    |
|       | Pessoas–Animais–Natureza       | Elza Cunha         |
|       | CHEGA                          | Custódio Guerreiro |

## Resultados Oficiais
Os resultados nas eleições autárquicas de 2021 no concelho de Faro para os diferentes órgãos do poder local foram os seguintes:

### Câmara Municipal
| Partido                 | Partido                        | Votos  | %               | +/-  | Vereadores | +/-     |
| ----------------------- | ------------------------------ | ------ | --------------- | ---- | ---------- | ------- |
|                         | PSD-CDS-PPM-MPT-IL             | 12 195 | 47,76 / 100,00  | 3,82 | 6 / 9      | 1       |
|                         | Partido Socialista             | 7 809  | 30,58 / 100,00  | 7,48 | 3 / 9      | 1       |
|                         | Coligação Democrática Unitária | 1 656  | 6,48 / 100,00   | 0,90 | 0 / 9      | Estável |
|                         | CHEGA                          | 1 311  | 5,13 / 100,00   | Novo | 0 / 9      | Novo    |
|                         | Bloco de Esquerda              | 1 035  | 4,05 / 100,00   | 0,99 | 0 / 9      | Estável |
|                         | Pessoas–Animais–Natureza       | 678    | 2,66 / 100,00   | 0,34 | 0 / 9      | Estável |
| Votos Inválidos         | Votos Inválidos                | 852    | 3,34 / 100,00   | 0,06 |            |         |
| Total                   | Total                          | 25 536 | 100,00 / 100,00 |      | 9 / 9      |         |
| Eleitorado/Participação | Eleitorado/Participação        | 56 855 | 44,91 / 100,00  | 2,41 |            |         |

### Assembleia Municipal
| Partido                 | Partido                        | Votos  | %               | +/-  | Deputados | +/-     |
| ----------------------- | ------------------------------ | ------ | --------------- | ---- | --------- | ------- |
|                         | PSD-CDS-PPM-MPT-IL             | 10 973 | 42,97 / 100,00  | 3,91 | 13 / 27   | 1       |
|                         | Partido Socialista             | 7 577  | 29,67 / 100,00  | 7,98 | 9 / 27    | 2       |
|                         | Coligação Democrática Unitária | 2 078  | 8,14 / 100,00   | 1,18 | 2 / 27    | Estável |
|                         | CHEGA                          | 1 588  | 6,22 / 100,00   | Novo | 1 / 27    | Novo    |
|                         | Bloco de Esquerda              | 1 367  | 5,35 / 100,00   | 0,10 | 1 / 27    | Estável |
|                         | Pessoas–Animais–Natureza       | 1 008  | 3,95 / 100,00   | 0,67 | 1 / 27    | Estável |
| Votos Inválidos         | Votos Inválidos                | 947    | 3,71 / 100,00   | 0,39 |           |         |
| Total                   | Total                          | 25 538 | 100,00 / 100,00 |      | 27 / 27   |         |
| Eleitorado/Participação | Eleitorado/Participação        | 56 855 | 44,92 / 100,00  | 2,40 |           |         |

### Juntas de Freguesia
| Partido                 | Partido                        | Votos  | %               | +/-  | Presidentes | +/-     | Mandatos | +/-     |
| ----------------------- | ------------------------------ | ------ | --------------- | ---- | ----------- | ------- | -------- | ------- |
|                         | PSD-CDS-PPM-MPT-IL             | 11 039 | 43,23 / 100,00  | 5,49 | 2 / 4       | Estável | 25 / 54  | 3       |
|                         | Partido Socialista             | 7 835  | 30,68 / 100,00  | 9,10 | 1 / 4       | Estável | 18 / 54  | 5       |
|                         | Coligação Democrática Unitária | 2 366  | 9,26 / 100,00   | 1,85 | 1 / 4       | Estável | 8 / 54   | Estável |
|                         | CHEGA                          | 1 461  | 5,72 / 100,00   | Novo | 0 / 4       | Novo    | 2 / 54   | Novo    |
|                         | Bloco de Esquerda              | 1 063  | 4,16 / 100,00   | 0,07 | 0 / 4       | Estável | 1 / 54   | Estável |
|                         | Pessoas–Animais–Natureza       | 818    | 3,20 / 100,00   | 0,21 | 0 / 4       | Estável | 0 / 54   | Estável |
| Votos Inválidos         | Votos Inválidos                | 955    | 3,74 / 100,00   | 0,55 |             |         |          |         |
| Total                   | Total                          | 25 537 | 100,00 / 100,00 |      | 4 / 4       |         | 54 / 54  |         |
| Eleitorado/Participação | Eleitorado/Participação        | 56 855 | 44,92 / 100,00  | 2,40 |             |         |          |         |

## Resultados por Freguesia

### Câmara Municipal
| Freguesia             | %                      | %     | %     | %    | %    | %    | Votantes |
| Freguesia             | PSD- CDS- PPM- MPT- IL | PS    | CDU   | CH   | BE   | PAN  | Votantes |
| --------------------- | ---------------------- | ----- | ----- | ---- | ---- | ---- | -------- |
| Freguesia             |                        |       |       |      |      |      | Votantes |
| Conceição e Estoi     | 43,70                  | 33,02 | 6,03  | 7,03 | 3,51 | 2,64 | 3 101    |
| Faro (Sé e São Pedro) | 47,85                  | 31,98 | 5,95  | 4,58 | 4,17 | 2,67 | 17 284   |
| Montenegro            | 54,76                  | 24,78 | 4,65  | 5,60 | 3,94 | 2,72 | 3 676    |
| Santa Bárbara de Nexe | 37,76                  | 23,53 | 18,31 | 6,44 | 4,14 | 2,31 | 1 475    |
| Faro                  | 47,76                  | 30,58 | 6,48  | 5,13 | 4,05 | 2,66 | 25 536   |

#### Conceição e Estoi
| Partido                 | Partido                        | Votos | %               | +/-   |
| ----------------------- | ------------------------------ | ----- | --------------- | ----- |
|                         | PSD-CDS-PPM-MPT-IL             | 1 355 | 43,70 / 100,00  | 7,87  |
|                         | Partido Socialista             | 1 024 | 33,02 / 100,00  | 14,81 |
|                         | CHEGA                          | 218   | 7,03 / 100,00   | Novo  |
|                         | Coligação Democrática Unitária | 187   | 6,03 / 100,00   | 0,49  |
|                         | Bloco de Esquerda              | 109   | 3,51 / 100,00   | 0,63  |
|                         | Pessoas–Animais–Natureza       | 82    | 2,64 / 100,00   | 0,75  |
| Votos Inválidos         | Votos Inválidos                | 126   | 4,06 / 100,00   | 0,28  |
| Total                   | Total                          | 3 101 | 100,00 / 100,00 |       |
| Eleitorado/Participação | Eleitorado/Participação        | 6 902 | 44,93 / 100,00  | 3,17  |

#### Faro (Sé e São Pedro)
| Partido                 | Partido                        | Votos  | %               | +/-  |
| ----------------------- | ------------------------------ | ------ | --------------- | ---- |
|                         | PSD-CDS-PPM-MPT-IL             | 8 270  | 47,85 / 100,00  | 2,75 |
|                         | Partido Socialista             | 5 527  | 31,98 / 100,00  | 5,41 |
|                         | Coligação Democrática Unitária | 1 028  | 5,95 / 100,00   | 1,04 |
|                         | CHEGA                          | 792    | 4,58 / 100,00   | Novo |
|                         | Bloco de Esquerda              | 720    | 4,17 / 100,00   | 0,95 |
|                         | Pessoas–Animais–Natureza       | 462    | 2,67 / 100,00   | 0,35 |
| Votos Inválidos         | Votos Inválidos                | 485    | 2,80 / 100,00   | 0,29 |
| Total                   | Total                          | 17 284 | 100,00 / 100,00 |      |
| Eleitorado/Participação | Eleitorado/Participação        | 39 607 | 43,64 / 100,00  | 2,45 |

#### Montenegro
| Partido                 | Partido                        | Votos | %               | +/-  |
| ----------------------- | ------------------------------ | ----- | --------------- | ---- |
|                         | PSD-CDS-PPM-MPT-IL             | 2 013 | 54,76 / 100,00  | 4,82 |
|                         | Partido Socialista             | 911   | 24,78 / 100,00  | 8,41 |
|                         | CHEGA                          | 206   | 5,60 / 100,00   | Novo |
|                         | Coligação Democrática Unitária | 171   | 4,65 / 100,00   | 1,07 |
|                         | Bloco de Esquerda              | 145   | 3,94 / 100,00   | 0,86 |
|                         | Pessoas–Animais–Natureza       | 100   | 2,72 / 100,00   | 0,36 |
| Votos Inválidos         | Votos Inválidos                | 130   | 3,54 / 100,00   | 0,18 |
| Total                   | Total                          | 3 676 | 100,00 / 100,00 |      |
| Eleitorado/Participação | Eleitorado/Participação        | 7 215 | 50,95 / 100,00  | 1,12 |

#### Santa Bárbara de Nexe
| Partido                 | Partido                        | Votos | %               | +/-   |
| ----------------------- | ------------------------------ | ----- | --------------- | ----- |
|                         | PSD-CDS-PPM-MPT-IL             | 557   | 37,76 / 100,00  | 4,51  |
|                         | Partido Socialista             | 347   | 23,53 / 100,00  | 13,50 |
|                         | Coligação Democrática Unitária | 270   | 18,31 / 100,00  | 1,36  |
|                         | CHEGA                          | 95    | 6,44 / 100,00   | Novo  |
|                         | Bloco de Esquerda              | 61    | 4,14 / 100,00   | 2,54  |
|                         | Pessoas–Animais–Natureza       | 34    | 2,31 / 100,00   | 0,90  |
| Votos Inválidos         | Votos Inválidos                | 111   | 7,53 / 100,00   | 2,34  |
| Total                   | Total                          | 1 475 | 100,00 / 100,00 |       |
| Eleitorado/Participação | Eleitorado/Participação        | 3 131 | 47,11 / 100,00  | 1,82  |

### Assembleia Municipal
| Freguesia             | %                      | %     | %     | %    | %    | %    | Votantes |
| Freguesia             | PSD- CDS- PPM- MPT- IL | PS    | CDU   | CH   | BE   | PAN  | Votantes |
| --------------------- | ---------------------- | ----- | ----- | ---- | ---- | ---- | -------- |
| Freguesia             |                        |       |       |      |      |      | Votantes |
| Conceição e Estoi     | 38,72                  | 34,01 | 7,70  | 8,32 | 3,93 | 3,32 | 3 102    |
| Faro (Sé e São Pedro) | 43,50                  | 30,64 | 7,47  | 5,63 | 5,62 | 3,93 | 17 286   |
| Montenegro            | 49,22                  | 24,05 | 5,80  | 6,67 | 5,47 | 4,82 | 3 675    |
| Santa Bárbara de Nexe | 30,10                  | 23,19 | 22,71 | 7,59 | 4,95 | 3,25 | 1 475    |
| Faro                  | 42,97                  | 29,67 | 8,14  | 6,22 | 5,35 | 3,95 | 25 538   |

#### Conceição e Estoi
| Partido                 | Partido                        | Votos | %               | +/-   |
| ----------------------- | ------------------------------ | ----- | --------------- | ----- |
|                         | PSD-CDS-PPM-MPT-IL             | 1 201 | 38,72 / 100,00  | 7,19  |
|                         | Partido Socialista             | 1 055 | 34,01 / 100,00  | 13,89 |
|                         | CHEGA                          | 258   | 8,32 / 100,00   | Novo  |
|                         | Coligação Democrática Unitária | 239   | 7,70 / 100,00   | 0,58  |
|                         | Bloco de Esquerda              | 122   | 3,93 / 100,00   | 0,68  |
|                         | Pessoas–Animais–Natureza       | 103   | 3,32 / 100,00   | 0,30  |
| Votos Inválidos         | Votos Inválidos                | 124   | 4,00 / 100,00   | 1,23  |
| Total                   | Total                          | 3 102 | 100,00 / 100,00 |       |
| Eleitorado/Participação | Eleitorado/Participação        | 6 902 | 44,94 / 100,00  | 3,16  |

#### Faro (Sé e São Pedro)
| Partido                 | Partido                        | Votos  | %               | +/-  |
| ----------------------- | ------------------------------ | ------ | --------------- | ---- |
|                         | PSD-CDS-PPM-MPT-IL             | 7 519  | 43,50 / 100,00  | 3,11 |
|                         | Partido Socialista             | 5 296  | 30,64 / 100,00  | 6,36 |
|                         | Coligação Democrática Unitária | 1 291  | 7,47 / 100,00   | 1,33 |
|                         | CHEGA                          | 973    | 5,63 / 100,00   | Novo |
|                         | Bloco de Esquerda              | 971    | 5,62 / 100,00   | 0,11 |
|                         | Pessoas–Animais–Natureza       | 680    | 3,93 / 100,00   | 0,66 |
| Votos Inválidos         | Votos Inválidos                | 556    | 3,21 / 100,00   | 0,50 |
| Total                   | Total                          | 17 286 | 100,00 / 100,00 |      |
| Eleitorado/Participação | Eleitorado/Participação        | 39 607 | 43,64 / 100,00  | 2,45 |

#### Montenegro
| Partido                 | Partido                        | Votos | %               | +/-  |
| ----------------------- | ------------------------------ | ----- | --------------- | ---- |
|                         | PSD-CDS-PPM-MPT-IL             | 1 809 | 49,22 / 100,00  | 5,32 |
|                         | Partido Socialista             | 884   | 24,05 / 100,00  | 8,94 |
|                         | CHEGA                          | 245   | 6,67 / 100,00   | Novo |
|                         | Coligação Democrática Unitária | 213   | 5,80 / 100,00   | 1,11 |
|                         | Bloco de Esquerda              | 201   | 5,47 / 100,00   | 0,11 |
|                         | Pessoas–Animais–Natureza       | 177   | 4,82 / 100,00   | 1,40 |
| Votos Inválidos         | Votos Inválidos                | 146   | 3,98 / 100,00   | 0,44 |
| Total                   | Total                          | 3 675 | 100,00 / 100,00 |      |
| Eleitorado/Participação | Eleitorado/Participação        | 7 215 | 50,94 / 100,00  | 1,13 |

#### Santa Bárbara de Nexe
| Partido                 | Partido                        | Votos | %               | +/-   |
| ----------------------- | ------------------------------ | ----- | --------------- | ----- |
|                         | PSD-CDS-PPM-MPT-IL             | 444   | 30,10 / 100,00  | 2,22  |
|                         | Partido Socialista             | 342   | 23,19 / 100,00  | 11,55 |
|                         | Coligação Democrática Unitária | 335   | 22,71 / 100,00  | 2,93  |
|                         | CHEGA                          | 112   | 7,59 / 100,00   | Novo  |
|                         | Bloco de Esquerda              | 73    | 4,95 / 100,00   | 2,19  |
|                         | Pessoas–Animais–Natureza       | 48    | 3,25 / 100,00   | 0,02  |
| Votos Inválidos         | Votos Inválidos                | 121   | 8,21 / 100,00   | 2,50  |
| Total                   | Total                          | 1 475 | 100,00 / 100,00 |       |
| Eleitorado/Participação | Eleitorado/Participação        | 3 131 | 47,11 / 100,00  | 3,79  |

### Juntas de Freguesia

#### Conceição e Estoi
| Partido                 | Partido                        | Votos | %               | +/-   | Mandatos | +/-     |
| ----------------------- | ------------------------------ | ----- | --------------- | ----- | -------- | ------- |
|                         | Partido Socialista             | 1 268 | 40,88 / 100,00  | 17,54 | 6 / 13   | 2       |
|                         | PSD-CDS-PPM-MPT-IL             | 1 211 | 39,04 / 100,00  | 11,75 | 5 / 13   | 1       |
|                         | Coligação Democrática Unitária | 274   | 8,83 / 100,00   | 0,23  | 1 / 13   | Estável |
|                         | CHEGA                          | 212   | 6,83 / 100,00   | Novo  | 1 / 13   | Novo    |
| Votos Inválidos         | Votos Inválidos                | 137   | 4,42 / 100,00   | 1,27  |          |         |
| Total                   | Total                          | 3 102 | 100,00 / 100,00 |       | 13 / 13  |         |
| Eleitorado/Participação | Eleitorado/Participação        | 6 902 | 44,94 / 100,00  | 3,16  |          |         |

#### Faro (Sé e São Pedro)
| Partido                 | Partido                        | Votos  | %               | +/-  | Mandatos | +/-     |
| ----------------------- | ------------------------------ | ------ | --------------- | ---- | -------- | ------- |
|                         | PSD-CDS-PPM-MPT-IL             | 7 634  | 44,17 / 100,00  | 4,91 | 9 / 19   | Estável |
|                         | Partido Socialista             | 5 468  | 31,64 / 100,00  | 7,42 | 7 / 19   | 1       |
|                         | Coligação Democrática Unitária | 1 186  | 6,86 / 100,00   | 1,67 | 1 / 19   | Estável |
|                         | CHEGA                          | 922    | 5,34 / 100,00   | Novo | 1 / 19   | Novo    |
|                         | Bloco de Esquerda              | 889    | 5,14 / 100,00   | 0,19 | 1 / 19   | Estável |
|                         | Pessoas–Animais–Natureza       | 629    | 3,64 / 100,00   | 0,71 | 0 / 19   | Estável |
| Votos Inválidos         | Votos Inválidos                | 554    | 3,20 / 100,00   | 0,65 |          |         |
| Total                   | Total                          | 17 282 | 100,00 / 100,00 |      | 19 / 19  |         |
| Eleitorado/Participação | Eleitorado/Participação        | 39 607 | 43,63 / 100,00  | 2,46 |          |         |

#### Montenegro
| Partido                 | Partido                        | Votos | %               | +/-   | Mandatos | +/-     |
| ----------------------- | ------------------------------ | ----- | --------------- | ----- | -------- | ------- |
|                         | PSD-CDS-PPM-MPT-IL             | 1 923 | 52,28 / 100,00  | 4,56  | 9 / 13   | 2       |
|                         | Partido Socialista             | 889   | 24,17 / 100,00  | 10,26 | 4 / 13   | 1       |
|                         | CHEGA                          | 211   | 5,74 / 100,00   | Novo  | 0 / 13   | Novo    |
|                         | Coligação Democrática Unitária | 187   | 5,08 / 100,00   | 2,99  | 0 / 13   | 1       |
|                         | Bloco de Esquerda              | 174   | 4,73 / 100,00   | 0,43  | 0 / 13   | Estável |
|                         | Pessoas–Animais–Natureza       | 150   | 4,08 / 100,00   | -     | 0 / 13   | -       |
| Votos Inválidos         | Votos Inválidos                | 144   | 3,91 / 100,00   | 0,69  |          |         |
| Total                   | Total                          | 3 678 | 100,00 / 100,00 |       | 13 / 13  |         |
| Eleitorado/Participação | Eleitorado/Participação        | 7 215 | 50,98 / 100,00  | 1,09  |          |         |

#### Santa Bárbara de Nexe
| Partido                 | Partido                        | Votos | %               | +/-  | Mandatos | +/-     |
| ----------------------- | ------------------------------ | ----- | --------------- | ---- | -------- | ------- |
|                         | Coligação Democrática Unitária | 719   | 48,75 / 100,00  | 4,84 | 6 / 9    | 1       |
|                         | PSD-CDS-PPM-MPT-IL             | 271   | 18,37 / 100,00  | 0,20 | 2 / 9    | Estável |
|                         | Partido Socialista             | 210   | 14,24 / 100,00  | 7,55 | 1 / 9    | 1       |
|                         | CHEGA                          | 116   | 7,86 / 100,00   | Novo | 0 / 9    | Novo    |
|                         | Pessoas–Animais–Natureza       | 39    | 2,64 / 100,00   | -    | 0 / 9    | -       |
| Votos Inválidos         | Votos Inválidos                | 120   | 8,13 / 100,00   | 2,37 |          |         |
| Total                   | Total                          | 1 475 | 100,00 / 100,00 |      | 9 / 9    |         |
| Eleitorado/Participação | Eleitorado/Participação        | 3 131 | 47,11 / 100,00  | 3,85 |          |         |

| Freguesia             | 2017-2021 | 2017-2021                      | 2017-2021      | 2021-2025 | 2021-2025                      | 2021-2025      |
| --------------------- | --------- | ------------------------------ | -------------- | --------- | ------------------------------ | -------------- |
| Conceição e Estoi     |           | Partido Socialista             | 58,42 / 100,00 |           | Partido Socialista             | 40,88 / 100,00 |
| Faro (Sé e São Pedro) |           | PSD-CDS-PPM-MPT                | 39,26 / 100,00 |           | PSD-CDS-PPM-MPT-IL             | 44,17 / 100,00 |
| Montenegro            |           | PSD-CDS-PPM-MPT                | 47,72 / 100,00 |           | PSD-CDS-PPM-MPT-IL             | 52,28 / 100,00 |
| Santa Bárbara de Nexe |           | Coligação Democrática Unitária | 53,59 / 100,00 |           | Coligação Democrática Unitária | 48,75 / 100,00 |